# Vecchietta
Francesco di Giorgio e di Lorenzo, mais conhecido como Vecchietta (c. 1410 – 6 de junho de 1480) foi um pintor de Siena, escultor, ourives e arquitecto. Sua biografia está na obra Vidas de Giorgio Vasari. Acredita-se que tenha sido aluno de Sassetta, Taddeo di Bartolo e Jacopo della Quercia. Foi também mestre de Francesco di Giorgio e Neroccio.
Vecchietta nasceu e viveu em Siena e muitas de suas obras podem ser lá encontradas, especialmente no Hospital de Santa Maria della Scala, o que fez com que tivesse um apelido: pittor dello spedale (ou "pintor do hospital"). Também criou afrescos para a Catedral de Siena.